# Handelingen van Petrus
De Handelingen van Petrus is een apocrief geschrift van het Nieuwe Testament, geschreven rond het jaar 200, waarin enkele legendes over de apostel Petrus staan. De tekst bestaat uit twee delen: het eerste speelt zich af in Jeruzalem, het tweede in Rome. De Handelingen van Petrus vormen samen met de Handelingen van Paulus, Johannes, Andreas en Tomas de vijf oudste en bekendste apocriefe Handelingen

## Geschiedenis
De Handelingen van Petrus werd oorspronkelijk geschreven in het Grieks in de tweede helft van de tweede eeuw. Het grootste deel van deze tekst is overgeleverd in een latere Latijnse vertaling uit de vierde of vijfde eeuw. De auteur noemt zichzelf niet.

## Verhaal
Er wordt verteld dat Petrus naar Rome zou zijn afgereisd om daar de sleutel van de hemelpoort aan de bisschop van Rome te overhandigen. Deze sleutel wordt in dit verhaal als een fysiek voorwerp voorgesteld.
Verder wordt er ook een ontmoeting beschreven tussen Petrus en Simon Magus waarin onder andere pratende honden voorkomen. Petrus en Simon krijgen ruzie met elkaar over de ware leer. Simon Magus was in het Colosseum (het Amphitheatrum Flavium is pas na 70AD gebouwd!) om zijn mogelijkheid om te vliegen te demonstreren aan keizer Claudius. Petrus vond dit echter godslastering en bad tot God om hem te laten vallen. Zijn gebed werd verhoord; Simon Magnus viel en brak zijn been op drie plaatsen.
Het bekendste verhaal uit dit werk vertelt dat Petrus tijdens de christenvervolgingen door keizer Nero Rome probeerde te ontvluchten. Buiten de stad kwam hij op de Via Appia Jezus tegen. Petrus vroeg Jezus: "Quo vadis, Domine?" ("Waar ga je heen, heer?") waarop Jezus antwoordde met "Eo Romam iterum crucifigi" ("Ik ga naar Rome, om opnieuw gekruisigd te worden"). Petrus beschouwde dit als een teken dat hij moest omkeren naar Rome om zelf gekruisigd te worden. Dit gebeurde ook. Petrus werd gevangengenomen door Agrippa en liep naar het gereedstaande kruis. Hij verzocht ondersteboven te worden opgehangen. Aldus gebeurde en Petrus stierf aan het kruis, werd begraven door Marcellus, aan wie hij verscheen met de boodschap niet te veel tijd te besteden aan zijn begrafenis en balseming.